# Maryam Usman
Maryam Usman (Kaduna, 9 novembre 1990) è un'ex sollevatrice nigeriana medagliata olimpica e mondiale che ha gareggiato nella categoria dei pesi supermassimi (oltre 75 kg.).
Ha partecipato a tre edizioni dei Giochi Olimpici.

## Carriera
Ha fatto il suo debutto sulla scena internazionale nel 2007, conquistando la medaglia d'argento ai Giochi Panafricani di Algeri con 248 kg. nel totale, battuta dall'egiziana Nahla Ramadan-Mohamed (268 kg.).
Nel 2008 ha vinto la medaglia d'oro ai Campionati africani di sollevamento pesi di Strand, Sud Africa, con 265 kg. nel totale, qualificandosi alle successive Olimpiadi di Pechino.
Usman ha ripetuto il successo ai campionati continentali in altre tre edizioni, a Città del Capo 2011 con 267 kg. nel totale, a Nairobi 2012 con 281 kg. nel totale e a Yaoundé 2016 con 270 kg. nel totale.
Alle Olimpiadi di Pechino 2008 si è classificata inizialmente al 5º posto finale con 265 kg. nel totale, tuttavia alcuni anni dopo, a seguito di nuovi e più accurati controlli, la seconda e la terza classificata di questa competizione, rispettivamente l'ucraina Ol'ha Korobka e la kazaka Mariya Grabovetskaya, sono risultate positive a sostanze dopanti e di conseguenza squalificate e private delle loro medaglie, con avanzamento di Maryam Usman alla medaglia di bronzo olimpica.
Nel 2010 Usman ha vinto la medaglia d'argento ai Giochi del Commonwealth di Delhi con 255 kg. nel totale.
L'anno successivo, dopo la vittoria ai Campionati africani, Usman ha vinto la medaglia di bronzo ai Campionati mondiali di Parigi con 273 kg. nel totale.
Nel 2012 si è qualificata per le Olimpiadi di Londra a seguito della sua vittoria ai Campionati africani di Nairobi, non riuscendo però a classificarsi nella competizione olimpica in quanto ha fallito i tre tentativi nella prova di slancio, dopo aver concluso al 3º posto la prova di strappo.
Due anni dopo ha vinto la medaglia d'oro ai Giochi del Commonwealth di Glasgow 2014 con 280 kg. nel totale e nel 2015 ha ottenuto la medaglia d'argento ai Giochi Panafricani di Brazzaville con 268 kg. nel totale, dietro l'egiziana Shaimaa Haridy (278 kg.).
Nel 2016 Usman, dopo il suo quarto titolo continentale, ha preso parte alle Olimpiadi di Rio de Janeiro, terminando al 9º posto finale con 265 kg. nel totale.